# بوسالا
بوسالا هي كومونا ( بلدية ) في مدينة جنوة الحضرية في منطقة ليغوريا الإيطالية ، وتقع على بعد حوالي 27 كيلومتر (17 ميل) من شمال جنوة .
و يتم عبور أراضيها من قبل الوادي العلوي لنهر سكريفيا . بالقرب من بحيرة بوساليتا الاصطناعية.

## تاريخ المنطقة
أول ذكر معروف لبوسلا ورد في وثيقة 1192. و في وقت لاحق ، من المعروف أن عائلة سبينولا قد قامت ببناء قلعة هنا. و تم نهبها عدة مرات في القرن التالي ، أثناء حروب جيلف و غيبلين .
وفي القرن السادس عشر ، أصبحت البناية مرة أخرى في حالة خراب ، وتم استخدامها كأساس لقصر جديد في سبينولا. كما أصبحت بوسالا جزءًا من جمهورية جنوة عام 1728. و في عام 1815 ، استحوذت عليها مملكة سردينيا مع هذه الأخيرة.

## روابط خارجية
- الموقع الرسمي